# Royal Hospital School
La Royal Hospital School (RHS), historiquement surnommé The Cradle of the Navy « Le Berceau de la Marine », est une école-internat mixte et indépendante britannique.
La Royal Hospital School a été créée par une charte royale en 1694. Elle a d'abord été situé à Greenwich dans ce qui est aujourd'hui le National Maritime Museum. Elle est située depuis 1933 dans le village de Holbrook, près d’Ipswich. 
À l'origine, elle était destinée aux orphelins des marins britanniques ce qui fait qu'elle arbore une version du Blue Ensign et est la seule école indépendante à avoir des uniformes de la Royal Navy, ainsi que le soutien de la Reine.
Le Collège de William et Mary situé aux États-Unis est une institution sœur.

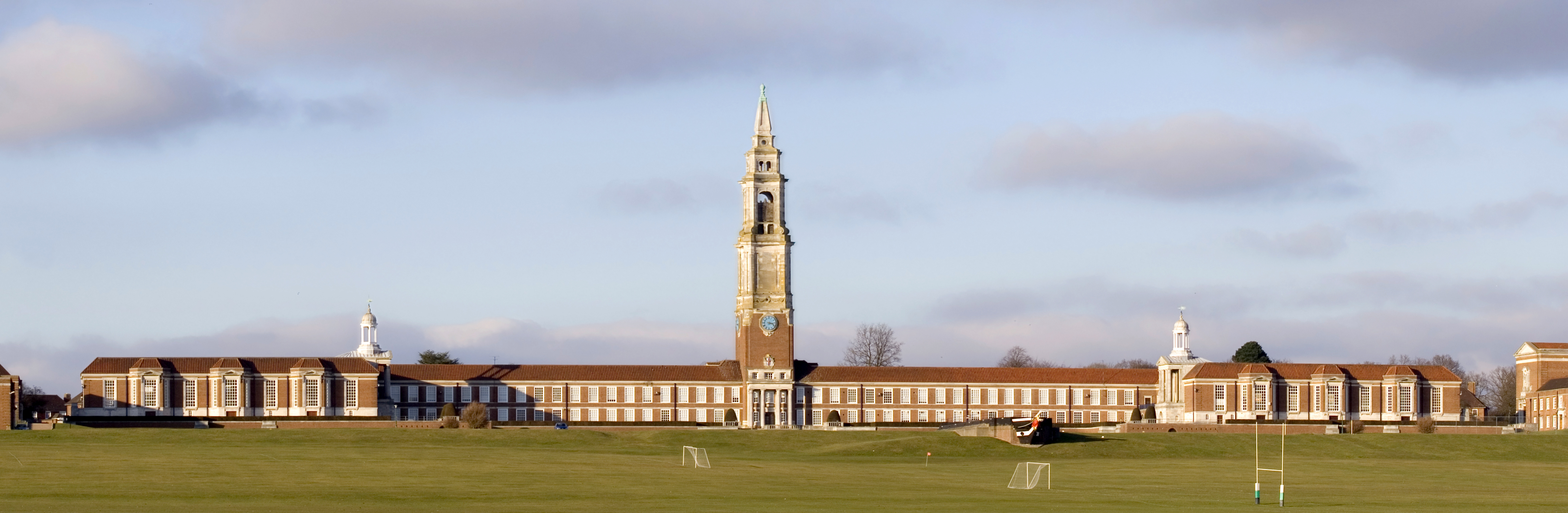
Royal Hospital School, Holbrook.